# ホーフトドルプ・ピオニールス
ホーフトドルプ・ピオニールス（蘭: Hoofddorp Pioniers）は、オランダの北ホラント州ホーフトドルプを拠点とする野球チーム。ホーフトクラッセ所属。

## 概要
野球部門とソフトボール部門から成るスポーツクラブ。
1997年にホーフトクラッセ優勝経験がある。1998年にヨーロピアンカップI準優勝。2003年・2006年にヨーロピアンカップII優勝。
1982年から2010年までコニカミノルタが、2011年から2016年までオランダ企業のファーセン（Vaessen BV）がスポンサーを務めており、それぞれチーム名に冠していた。

## 歴史
- 1966年9月1日 - サッカークラブ「ETO（Eerlijk ter Overwinning）」の野球部門として創設。
- 1979年 - ホーフトドルプ・ピオニールスとしてETOから独立。同年にソフトボール部門を設置。
- 1982年 - ミノルタ（のちのコニカミノルタ）がスポンサーとなる。（2010年まで）
- 1984年 - ホーフトクラッセに初昇格。
- 1997年 - ホラント・シリーズ（オランダ語版）でHCAWを下し、ホーフトクラッセ初優勝。
- 1998年 - ヨーロピアンカップI決勝進出。イタリアのパルマに敗れ準優勝。

## 所属選手
2023年シーズン現在